# ようこそ妄想営業部へ❤
『ようこそ妄想営業部へ❤』(ようこそもうそうえいぎょうぶへ)は、アニマックスが主催する観客の投票でスーツ姿の人気声優を操れる客席参加型の即興ドラマバラエティ。ステージイベントやアニマックスでのテレビ放送、配信番組として展開されている。前身イベントである「変態音響監督プロデュース　妄想トークライブ」・「吉田尚記プロデュース 妄想トークライブ」についても記述する。

## 概要
「ようこそ妄想営業部へ❤」は、アニマックスが主催するスーツ姿の男性声優たちが、イケボ商事という総合者に所属する社員に扮し、観客・視聴者の投票により選ばれたシチュエーションでアドリブ演技を披露する即興ドラマバラエティー。
”「妄想力」を駆使した全力のアドリブで、あなたの願望を叶えます。 笑って泣いてキュンとする、珠玉のエンターテインメント！”であるイベントのほか、スピンオフドラマやボイスドラマも不定期に発表されている。

## 特色
「ようこそ妄想営業部へ❤」シリーズ
声優と同名の会社員というキャラクター設定が追加され、観客の選択にあわせて、声優がアドリブ演技をする「客席参加型の生ドラマイベント」スタイルである。
「変態音響監督の妄想トークライブ」～「吉田尚記プロデュース 妄想トークライブ」
ニッポン放送の『ミュ〜コミ+プラス」』や、BSスカパー!『ミュ～コミ＋プラスTV』の人気コーナーである「変態音響監督」をイベント化。 
変態音響監督と扮した吉田尚記アナウンサーが、リスナーから寄せられた台詞に即興で演出を入れ、声優が即興で演技をする。

## 主な出演者
ようこそ妄想営業部へ❤シリーズ
- 伊東健人
- 西山宏太朗
- 駒田航
- 榊原優希
- 寺島惇太
- 神尾晋一郎
- 仲村宗悟
- 白井悠介
- 濱健人
- 高塚智人
- 田丸篤志
- 葉山翔太
- 吉田尚記
- 小林裕介
- 堀江瞬
- 八代拓
- 石谷春貴
- 竹内栄治

過去開催イベント出演者

吉田尚記プロデュース 妄想トークライブ
- 柿原徹也
- 小野友樹
- 代永翼
- 阿部敦
- 田所あずさ
- 吉田尚記

変態音響監督プロデュース 妄想トークライブ
- 福山潤
- 森田成一
- 赤羽根健治
- 菅沼久義
- 田所あずさ
- 吉田尚記

## キャラクター
「ようこそ妄想営業部へ❤」に登場するキャラクター。
キャラクターデザインは双葉はづき。

### 妄想営業部
- 伊東ケント（CV：伊東健人）

「おいで、ネクタイを直してあげよう...うん、とても素敵だ」

社員番号：006002　/所属部署：妄想営業部 / 誕生日：4月15日

イケボ商事の4年目社員。誇り高く、誰にでも優しい博愛主義者だが、曲がったことは大嫌い。包み込むような甘いささやきで
美麗な妄想ワールドを展開する能力を持ち、営業成績は入社以来トップ。海外留学時代に身につけたコミュニケーション術により、スキンシップが多い。
- 西山コータロー（CV：西山宏太朗）

「始業前にはおいしいコーヒーとケーキだよね...ん？食べる？」

社員番号：006081 /所属部署：妄想営業部 /誕生日：10月9日

イケボ商事の4年目社員。いつも穏やかでにこやか、ゆるふわ天然でおっとりしたマイペースだが、実はIQ170の天才。相手の望みを瞬時に論理的に分析し、最適な妄想ワールドを提供する能力があり、指名顧客多数。同期のケントとは、信頼しあえる親友であり戦友。甘いものに目がない。
- 小林ユースケ（CV：小林裕介）※Season1

「コイツの隣にいること。それがオレのトッププライオリティ」

社員番号：007154 /所属部署：妄想営業部 / 誕生日：12月24日

イケボ商事の新入社員。クールであまり感情を表に出さない。シュンにだけ心を許しており、振り回されるのも悦びになるくらい好き。ケントやコータローがシュンに悪さしないか警戒し、守ろうとしている。
- 堀江シュン（CV：堀江瞬）※Season1 Season3.5

「オレ、太陽みたいにキラキラ輝く営業になりたいです！」

社員番号：008153 / 所属部署：クアラルンプール支社妄想営業部 / 誕生日：7月20日

イケボ商事の2年目社員。幼馴染のユースケと共に入社、妄想営業部に配属されたが、その天性の愛され力を評価されてクアラルンプール支社へ栄転。家事全般をユースケにサポートされながら、アジアの妄想市場開拓に奮闘中。一人っ子らしい自由奔放でわがままな面もあるが、素直で天真爛漫、誰からも愛される子犬系。ケントとコータローは憧れの先輩コンビ。
- 吉田ヒサノリ（CV：吉田尚記）

「すべての事物の源は妄想にある…　見せてもらおうか、君の妄想力を」

社員番号：001242 /所属部署：妄想営業部 /誕生日：1月4日

イケボ商事の15年目社員。妄想営業部部長。イケボ商事社長自らによるヘッドハンティングで中途入社後、腹心の部下として活躍。妄想営業部を任されている。最強の妄想力の遣い手との噂もありながらその正体は謎。今は現場を退き、後進の育成に専念しており、部下たちからは畏敬の念を抱かれている。

### 経理部
- 駒田ワタル（CV：駒田航）

「余計なことは考えなくていい  ただ私を崇め、跪き、従いたまえ! 」

社員番号：006054 /所属部署：経理部 /誕生日：1月19日
イケボ商事の4年目社員。

両親の仕事の都合でドイツにて幼少期〜青年期を過ごした帰国子女。高圧的な態度ながら飴と鞭を使い分け人心を掌握、自身の配下に引き入れてしまう強烈なリーダーシップを発揮。社内の誰もが彼に弱みを握られているという。愛読書はハンナ・アーレント「全体主義の起源」。
- 榊原ユウキ （CV：榊原優希）

「もっと早くあなたと出逢いたかった...ぼくのすべてを捧げます」

社員番号：009017 /所属部署：経理部 /誕生日：5月4日

イケボ商事の新入社員。ネガティブで病みがちで被害妄想ぎみ。弱気な性格ゆえ強い人間に憧れがあり、ワタルに心酔しワタルに褒められることを無上の歓びと感じている。主として認めた人間以外には冷酷で、目的のためならば手段を選ばない。深く傷つくたびにピアスホールが増える。
- 寺島ジュンタ（CV：寺島惇太）

「ほーら大丈夫、落ち着いて   ぼくがついてますから…ね？」

社員番号：007811 /所属部署：経理部 /誕生日：6月30日

イケボ商事の3年目社員。常に敬語で微笑みを絶やさない、たおやかな振舞の癒し系。そのため他部署から内密に相談を持ちかけられることが多いが、得た情報はすべてワタルに横流ししている。ユウキが入社してくるまでは自分がただ一人のワタルの腹心の部下だったため、ユウキに密かなライバル心を燃やしている。愛用のそろばんを手にすると豹変する。

### 人事部
- 八代タク （CV：八代拓）※Season2、Season3

「キミのいいところ、オレはぜんぶ知ってるよ   その笑顔、最っ高にカワイイ！」

社員番号：006001 /所属部署：人事部 /誕生日：8月21日

イケボ商事の4年目社員。勤続年数から考えると不自然なほどに、大きな裁量権を持つ。カワイイもの好きで、自分好みの社員を集めてハーレムを作るのが夢。表面上はチャラチャラした軽いノリだが、人の本質を見抜く目は確かなキレ者。聞き上手で人生相談を受けることも多い。
- 石谷ハルキ （CV：石谷春貴）※Season2、Season3

「仕事も料理も段取りと  下ごしらえが大事ってね   ふふっ、おいしくなーれ♡」

社員番号：008322 /所属部署：人事部 /誕生日：11月20日

イケボ商事の2年目社員。特技は愛想笑いと泣き落としと褒め殺し。一見陽気で快活な性格の働き者だが、小悪魔的な振る舞いで権力者に取り入り、のし上がろうと画策している。趣味の料理はプロ級の腕前で、食材を千切りにしながら謀略をめぐらすひとときが癒し。

### 研究開発部
- シンイチロー・神尾（CV：神尾晋一郎）

「おいで。キミのベッドは、　私の研究室（ラボ）に用意してある」

社員番号：001982　/所属部署：研究開発部 /誕生日：11月16日

イケボ商事の8年目社員。イケボ商事の新商品開発を一任される開発主任。潤沢な研究予算を条件に、アメリカのとある研究施設からヘッドハンティングされた天才科学者。開発協力した社員のその後の姿を見た者がいないなど怪しい噂が多く、マッドサイエンティストと評されているが、数々のヒット商品を手掛けてきた輝かしい実績により、真相は闇の中。
- 仲村シューゴ（CV：仲村宗悟）

「うっわ！やべえ　アイデアスケッチできた！　博士に早く見てもらおーっと♪」

社員番号：006701　/所属部署：研究開発部 /誕生日：7月21日

イケボ商事の4年目社員。シンイチローの専属助手として四六時中付き添っている。元々研究職を志望していたわけではないが、ワクワクすることが大好きな性格のため、現職に満足している。常識破りで抜けているところがあり、独特なセンスの絵を描くことが趣味の自称アーティスト。シンイチローは自分のセンスをとても褒めてくれるので、懐いている。

### 広報部
- 白井ユースケ （CV：白井悠介）

「ぜーったいにキミじゃなきゃダメなんだって！ オレのお願い、聞いてくれるよね？ね？？ 」

社員番号：004005　所属部署：広報部　誕生日：8月22日

イケボ商事の6年目社員。社内外の広報活動を指揮する広報部のリーダー。陽気でフリーダムなアイデアマン。思い付いたら一直線、実現めざして強引グマイウェイ。人のいいところを見つけるのが得意で、褒めそやしてその気にさせてしまう交渉術に長けている。広報の力でイケボ商事を時価総額世界一の企業にするのが夢。トモヒトが自分以外の世話を焼くと拗ねる。
- 濱ケント （CV：濱健人）

「小難しいことはわからん！わしにドーンと任せるぜよ！」

社員番号：008207 /所属部署：人事部 /誕生日：9月3日

イケボ商事の2年目社員。土佐出身で、海を愛する豪快な性格。誰にでも思ったことを直球でぶつける。空気を読まないが、裏表や悪意がないため、憎めない。仲間と一緒にワイワイするのが大好きなお祭り男だが、寂しいと一気に落ち込んで病んでしまうアップダウンが激しい一面も。身内思いで喧嘩っ早い。Season3.5研究開発部篇でトモヒトに誘われ人事部から広報部に転籍した。
- 高塚トモヒト（CV：高塚智人）

「オイてめえ！ボタン取れかかってんぞ!?　しょーがねえな、繕ってやるよ」

社員番号：008334 /所属部署：広報部 /誕生日：2月6日

イケボ商事の2年目社員。地元では負け知らずのヤンキーだったという噂。所属部署の広報部を「チーム」と呼ぶ。乱暴な口調で初対面の人に怖がられるが、非常に心やさしく、世話焼きで母性本能のカタマリ。スーツの内ポケットにはハンカチと裁縫セットを常備している。困った人を見かけると放っておくことができないため、トラブルに巻き込まれがち。

### 健康管理室
- 田丸アツシ（CV：田丸篤志）

「んもう…アナタ頑張りすぎよ　疲れたら、いつでもここに　いらっしゃいな」

社員番号：専属契約 /所属部署：健康管理室 /誕生日：3月24日

イケボ商事の健康管理室に常勤し、凄腕のメンタルケア技術を持つ専属産業医。すべてのがんばる人を大きな愛で包み癒したい、どんな悩みでも気軽に話せる相手になりたい、という強い想いから特殊な口調になった。ちょっぴり毒舌。落ち着いた性格で、アンニュイな雰囲気を漂わせているが、元気をもらえるような明るい子が好き。ショータをからかって遊ぶのが趣味。
- 葉山ショータ（CV：葉山翔太）

「そんなに落ち込まないで、元気出して！失敗は成功のパパ…じゃなくて母だ！アハハ！」

社員番号：専属契約　/所属部署：健康管理室 /誕生日：8月3日

イケボ商事の健康管理室に常勤する、新米専属産業医。尊敬する先輩、アツシの役に立つべく奮闘する元気っ子。あわてん坊なためドジすることも多いが、クヨクヨしない強メンタルの持ち主。感動すると涙もろくなり、素晴らしい人間関係を目撃すると「尊い～！！」と叫び号泣し叱られる。お菓子作りが趣味で、疲れた社員のデスクにそっと届ける。食べると異常に元気が出るが、成分は不明。

## 詳細
| イベント名 | 開催時期                                    | 開催場所                                               | 出演者 | 放送/配信 | 備考 |
| --- | ------------------------------------------- | ------------------------------------------------------ | --- | --- | --- |
| 変態音響監督プロデュース 妄想トークライブ                                                                     | 2018年11月24日(土) 二部構成                 | ユナイテッド・シネマ アクアシティお台場 （東京都港区） | 福山潤 森田成一 赤羽根健治 菅沼久義 田所あずさ 吉田尚記(ニッポン放送アナウンサー） 鼓演奏 住田流名取 住田福十郎（片山福十郎）（第一部） 藤舎流 藤舎夏実（第一部）               | 「ミュ～コミ+プラスTV presented by アニマックス」にて放送 放送局：BSスカパー！ 第18回「変態音響監督プロデュース 妄想トークライブ」前編（第一部） 2018/12/27 (木) 深夜1:00～1:30 第19回「変態音響監督プロデュース 妄想トークライブ」後編（第二部） 2019/1/24 (木) 深夜1:00～1:30 | 2018年06月26日に「変態音響監督 出張版」として、ゲストに福山潤が出演。                                                                                                   |
| 吉田尚記プロデュース 妄想トークライブ                                                                         | 2019年5月19日(日)                           | 日経ホール （東京都千代田区）                          | 柿原徹也 小野友樹 代永翼 阿部敦 田所あずさ 吉田尚記(ニッポン放送アナウンサー）                                                                                                  | 「ミュ～コミ+プラスTV presented by アニマックス」にて放送 第24回：吉田尚記プロデュース 妄想トークライブ 公開収録 SP BSスカパー！ 2019/6/27(木) 深夜1:00〜1:30 アニマックス 2019/6/30(日) 23:00〜23:30 第25回：吉田尚記プロデュース 妄想トークライブ アフタートーク SP BSスカパー！ 2019/7/25(木) 深夜1：00〜1:30 アニマックス 2019/7/28(日) 23:00〜23:30 配信は、スカパー！オンデマンド、アニマックスオンデマンド | イベント終了後に第3回イベントの開催が発表され、西山宏太朗の出演が予告された                                                                                             |
| 客席参加型の生ドラマイベント「ようこそ妄想営業部へ❤～もしも声優がスーツ男子だったら、あなたはナニさせる？～」 | 2019年11月3日(日・祝)                       | 有楽町朝日ホール （東京都千代田区）                    | 伊東健人 西山宏太朗 小林裕介 堀江瞬 吉田尚記 | 「ミュ～コミ+プラスTV presented by アニマックス」にて放送 BSスカパー！：前編2019/12/19 25:00～ 後編2020/1/23 25:00～ アニマックス：前編2019/12/22 23:00～ 後編2020/1/26 23:00～ 配信は、アニマックスプレミアムVOD(制作時点) | 2020年2月にミニドラマがアニマックスプレミアムVODで配信された 「ようこそ妄想営業部へ❤ Another Story ～ある日のコータローとケント～」（全3話） 出演：西山宏太朗、伊東健人 |
| ようこそ妄想営業部へ❤Season2                                                                                  | 2020年11月14日（土）                        | 日経ホール （東京都千代田区）                          | 伊東健人 西山宏太朗 駒田航 榊原優希 八代拓 石谷春貴 吉田尚記 | 「ミューコミ+プラスTV presented by アニマックス」にて放送 BSスカパー！：前編2019/12/19 25:00～ 後編2020/1/23 25:00～ アニマックス：前編2019/12/22 23:00～ 後編2020/1/26 23:00～ 配信は、アニマックスプレミアムVOD | 各部署毎にプロローグドラマがアニマックスプレミアムVODで配信された |
| ようこそ妄想営業部へ❤Season3                                                                                  | 2021年6月27日（日）                         | 日本橋三井ホール （東京都中央区）                      | 伊東健人 西山宏太朗 駒田航 榊原優希 寺島惇太 八代拓 石谷春貴 濱健人 神尾晋一郎 仲村宗悟                                                                                         | 配信は、アニマックスプレミアムVOD「ようこそ妄想営業部へ❤Season3」 | - |
| ようこそ妄想営業部へ❤Season3.5                                                                                | 2021年12月18日(土) 12月19日(日) 1月23日(日) | パークタワーホール/ 日経ホール                         | 研究開発部篇 神尾晋一郎 仲村宗悟 濱健人 高塚智人 吉田尚記 妄想営業部篇 伊東健人 西山宏太朗 堀江瞬 吉田尚記 経理部篇 駒田航 榊原優希 寺島惇太（病欠） 田丸篤志 葉山翔太 吉田尚記 | 配信は、アニマックスプレミアムVOD「ようこそ妄想営業部へ❤Season3.5」 | - |
| ようこそ妄想営業部へ❤Season4 （2回公演）                                                                      | 2022年6月26日(日)                           | 日経ホール （東京都千代田区）                          | 伊東健人 西山宏太朗 駒田航 榊原優希 寺島惇太 神尾晋一郎 仲村宗悟 白井悠介 濱健人 高塚智人 吉田尚記                                                                              | アニマックスプレミアムVOD | |
| ようこそ妄想営業部へ♥ 緊急招集！妄想バトルで奪い合え、社長からのお年玉！                                      | 2023年1月28日(土)                           | イマジンスタジオ                                       | 伊東健人 西山宏太朗 駒田航 神尾晋一郎 濱健人 高塚智人 吉田尚記 | アニマックスプレミアムVOD | |
| ようこそ妄想営業部へ❤2023 SUMMER （2回公演）                                                                  | 2023年7月2日(日)                            | 福生市民会館 大ホール                                  | 西山宏太朗 駒田航 神尾晋一郎 仲村宗悟 葉山翔太 白井悠介 竹内栄治 吉田尚記 | アニマックスプレミアムVOD | |
| ようこそ妄想営業部へ❤2024 WINTER （2回公演）                                                                  | 2024年2月10日(土)                           | ニッショーホール                                       | 西山宏太朗 榊原優希 寺島惇太 葉山翔太 竹内栄治 吉田尚記 | アニマックスプレミアムVOD ニコニコ生放送 | |

## ドラマCD
2023年11月8日に全て同時発売。
- イケボ商事 業務報告書 Vol.1 ～ようこそ妄想営業部へ❤ VOICE DRAMA～
- イケボ商事 業務報告書 Vol.2 ～ようこそ妄想営業部へ❤ VOICE DRAMA～
- イケボ商事 業務報告書 Vol.3 ～ようこそ妄想営業部へ❤ VOICE DRAMA～
- イケボ商事 業務報告書 Vol.4 ～ようこそ妄想営業部へ❤ VOICE DRAMA～

## ラジオ番組コーナー
ラジオ番組『ミューコミVR』内において、2021年4月4日から2023年3月25日にかけて本作とのタイアップ企画コーナー『夜の妄想営業部』が放送された。

## コラボレーション
- TSUKIPRO×ようこそ妄想営業部へ  アニマックスで同時期にツキプロのアニメやライブの特集、ようこそ妄想営業部へ♥の特集があり、2022年11月25日(金)にコラボ生配信が行われた。[12] 出演：「ツキノ芸能プロダクション」新垣樽助(VAZZY眞宮孝明役)、山中真尋(VAZZY築一紗役)、笹翼(VAZZY大山直助役) 「ようこそ妄想営業部へ♥」：西山宏太朗(妄想営業部 西山コータロー役)、榊原優希(経理部　榊原ユウキ役)、神尾晋一郎(研究開発部　シンイチロー・神尾役)